# Spithal
Spithal ist ein Ortsteil des Fleckens Bergen an der Dumme im Landkreis Lüchow-Dannenberg in Niedersachsen. Der Ort liegt 3 km nordwestlich vom Kernort Bergen an der Dumme und nördlich vom 480 Hektar großen Naturschutzgebiet Schnegaer Mühlenbachtal. Durch den Ort verläuft die B 71.

## Geschichte
Am 1. Juli 1972 wurde Spithal in die Gemeinde Bergen an der Dumme eingegliedert.

## Kirche

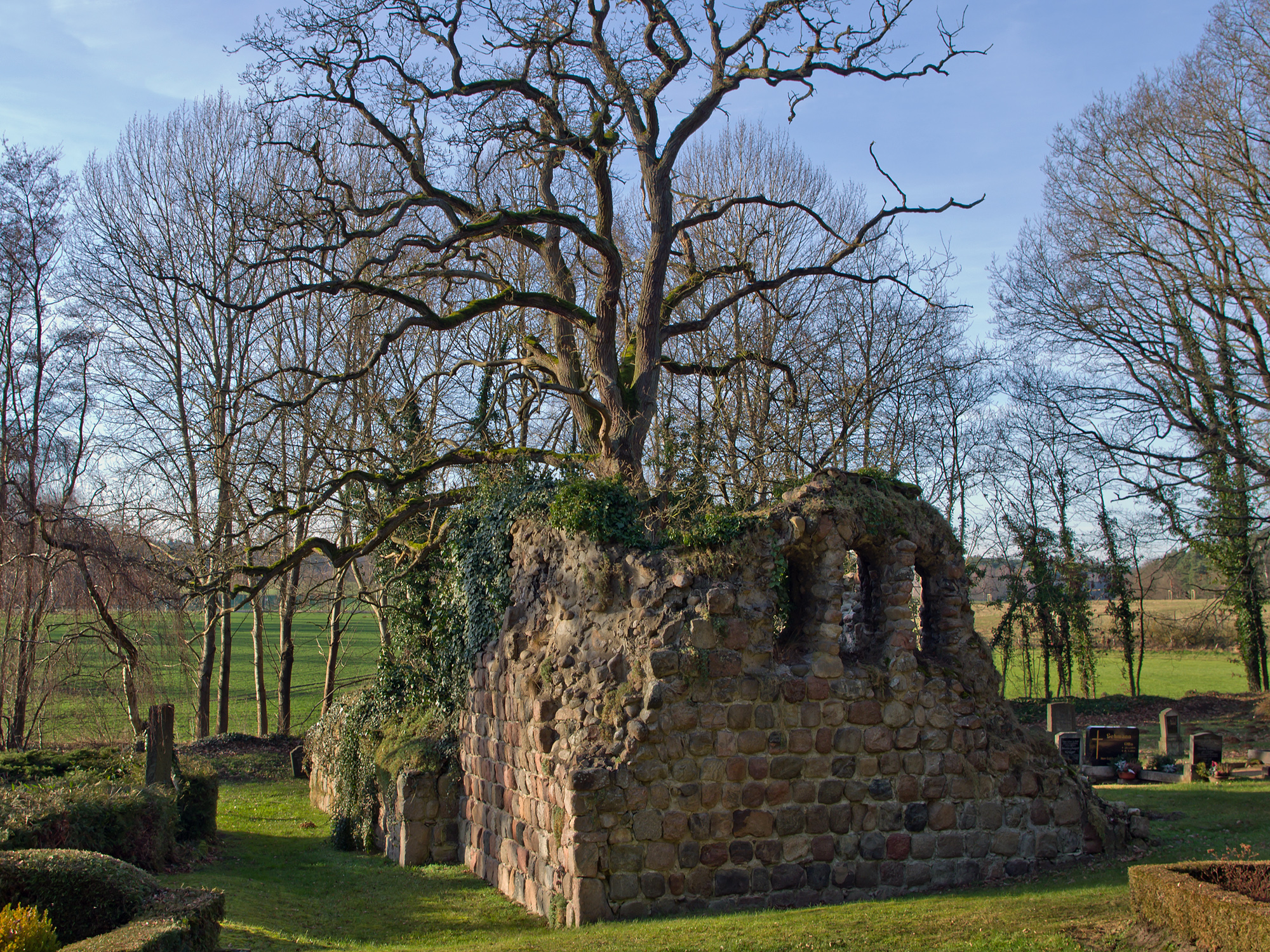
Blick auf die Ostwand der Kapellenreste; die alte Eiche wächst innerhalb der Ruine

Außerhalb des Ortes am Waldrand liegt eine Kapellenruine. Der Saalbau mit eingezogenem, rechteckigem Chor besteht aus Feldsteinmauerwerk, das aus dem Ende des 12. Jahrhunderts/Anfang des 13. Jahrhunderts stammt. In der Ostwand befindet sich eine Dreiergruppe von Rundbogenfenstern. In der Südwand sind zwei Fenster erhalten.